# Glacera de la Brenva

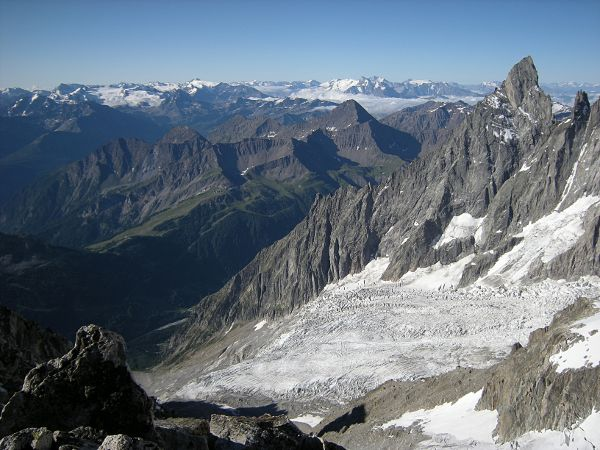
Glacera de la Brenva amb l'Aiguille Noire de Peuterey (dreta). Vista des de la Tour Ronde, juliol de 2011.

La glacera de la Brenva és la quarta glacera de la vall d'Aosta (Itàlia); es troba a val Veny. Al seu voltant es troben els cims del massís del Mont Blanc. La glacera se situa a l'altura de la aiguille Blanche de Peuterey i de la aiguille Noire de Peuterey.
És considerada com la cascada de gel més alta dels Alps ja que, des del cim del mont Blanc, baixa cap a la vall de Veny, a 1.300 metres d'altura, amb un desnivell de 3.500 metres.
Dos lliscaments de terra que van tenir lloc el 1920 i el 1997 van cobrir el fons.
D'aquesta glacera neix el Dora Baltea, un afluent del riu Po de 160 km que és el riu principal de la vall d'Aosta.